# Jardins de Rosa Luxemburg
Els jardins de Rosa Luxemburg es troben al districte de Horta-Guinardó de Barcelona. Van ser creats el 1999 amb un disseny de Patrizia Falcone. Estan dedicats a la política i teòrica marxista Rosa Luxemburg.

## Descripció
Els jardins es troben al barri de la Vall d'Hebron, prop de l'àrea olímpica construïda pels Jocs de 1992. Es troben entre dos equipaments escolars, el col·legi CEIP Pau Casals i la guarderia L'Arquet. En trobar-se en un terreny de cert desnivell, s'estructuren en un sistema de terrasses delimitades per talusos i connectades per escales, així com per un camí principal que recorre tot el recinte. És un lloc tranquil i acollidor, que convida al descans i el recolliment. La vegetació és de tipus forestal, amb predomini d'arbres, alguns d'ells fruiters i florals. A la part inferior es troba un bosc amb una gran varietat d'espècies, així com un sotabosc de plantes arbustives. També hi ha plantes aromàtiques. El jardí inclou una àrea de jocs infantils i un espai per a gossos.